# Andrés Moreno
Andrés Moreno (Caracas, Venezuela, 7 de julio de 1982) é um empresário venezuelano atuante no ramo da internet como fundador e dirigente da escola de idiomas online Open English, com filiais em Miami, Caracas, Bogotá, São Paulo e Cidade do Panamá.

## Carreira
Andrés Moreno começou a sua carreira na Venezuela. Quando estudava Engenharia Mecânica e de Produção na Universidade Simón Bolívar, em Caracas, decidiu sair da universidade para fazer uma parceria de negócios com um colega de classe. Os dois desejavam abrir uma escola de inglês online, usando a nova plataforma tecnológica de aprendizagem Web 2.0.
Moreno e seu ex-colega de classe, Wilmer Sarmiento, sentaram-se um dia para questionar o motivo de tantos alunos de inglês fracassarem e precisarem repetir o curso. Em 2005, eles criaram um modelo de ensino de inglês com base nas necessidades do consumidor latino-americano. Enquanto o seu sócio na Venezuela desenvolvia o aspecto tecnológico da empresa, Andrés Moreno foi para a Califórnia para levantar o capital, onde ele conheceu sua futura esposa, Nicolette Rankin. Dentro de dois anos, o casal conseguiu levantar a quantia de dois milhões de dólares dos investidores-anjo. Até setembro de 2012, a escola de inglês online já havia levantado um capital no valor de 55 milhões de dólares.
Além de suas responsabilidades como CEO, Andrés Moreno também viaja para países em que se fala espanhol e português, a fim de compartilhar suas técnicas de negócios para ajudar a melhorar as empresas locais. Ele já participou de eventos como o Rasu Fest no Chile, o StartUp Weekend / Semana Global do Empreendedorismo na Argentina, e a Conferência Americas Venture Capital em Miami.

## Televisão
Em maio de 2012, em uma entrevista à CNN, Moreno disse ao público para não perder de vista as operações do negócio e nem seu objetivo principal. "É possível alcançar um nível elevado, mas no começo é muito importante concentrar-se na essência do negócio e demonstrar um crescimento consistente, pois isso é a prova que se precisa para conseguir levantar o próximo capital de investimento."
Andrés Moreno aparece em uma série de comerciais na televisão para a sua empresa, a Open English. Os comerciais têm sido transmitidos pelos canais a cabo da América Latina desde o início de 2012, tornando-se a face da marca. Moreno é considerado como um modelo de sucesso para as empresas que estão apenas começando nas regiões latino-americanas.